# 斉藤一美のスポーツタイム ズミスポ
斉藤一美のスポーツタイム ズミスポ（さいとうかずみ - ）は文化放送のラジオ番組。2016年ナイターシーズンは毎週日曜日17:50〜18:00（JST）に放送されている。

## 概要
パーソナリティは文化放送アナウンサーの斉藤一美。番組名を『ウィークエンドスポーツ・ズミスポ!』として、2007年 - 2008年のシーズンオフ、2008年 - 2009年のシーズンオフの2シーズンにわたって、毎週土曜日の17:45 - 18:00に放送された。なお、この2シーズンは「ズミちゃん」名義で放送した。
2008年度のオフシーズンは、2009年4月4日が最終回であったが、プロ野球の開幕戦中継の延長により、休止になってしまうという事態になった。斉藤はスタジオ担当キャスターも兼務していたため、野球中継のエンディングで『ズミスポ!』のエンディングを行っている。
2009年10月の改編から、本枠はマラソンランナーの千葉真子をパーソナリティに起用した『千葉真子のウィークエンドスポーツ』となる。2010年度は飯塚治アナがパーソナリティの『サタデースポーツニュースショー』、2011年度は『すがのしろうのスポーツバー・しろスポ』となった。
2012年10月6日から、元の毎週土曜日の17:45 - 18:00の枠で放送再開することが、斉藤一美のTwitterでの発言により明かされた。このシーズンは本名の「斉藤一美」名義で担当している。また、番組名も『ウィークエンドスポーツ』の冠が外れ、単に『ズミスポ』の表記になっている。
『クライマックスシリーズ実況中継』『日本シリーズ実況中継』がある場合は編成によっては休止となる（ナイターの場合直前情報の枠となり休止。デーゲームの場合は放送されるが、試合の進行次第では休止もある。試合終了後に西武ドームの実況ブースから放送を行ったこともある）。
これまでナイターオフ限定番組であったが、2013年度より『文化放送ホームランナイター』の日曜分の定時放送を行わない（土曜日は継続）ことを受けて、2013年4月より『斉藤一美のスポーツタイム ズミスポ』に改題の上で日曜日17:30 - 18:00に移動。日曜日の『ホームランナイター プロローグ』から引き継ぐ形で、当日のプロ野球のデーゲームの結果やナイターの展望、日曜日のスポーツニュース等を扱うようになった。注目カードとして『ホームランナイタースペシャル』を臨時放送する場合には前座番組としての役割も兼ねることになり、番組内で放送席と中継を結んでいた。ただし、同年7月からは『カイゴとエガオ〜認知症をあきらめない〜』が開始されるため、10分短縮され、17:40 - 18:00の20分番組となった。
2013年10月からは毎週土曜17:45 - 18:00枠に復帰。空いた日曜夕方のスポーツニュース番組については、文化放送スポーツアナウンサーが週代わりで、パーソナリティを務める10分番組『サンデーSPORTSタイム ニチスポ』を別途設定する。
2014年4月からは『ホームランナイター』の開始に伴い半年振りに日曜日の放送となったが、前述の『ニチスポ』の枠をそのまま充当したため、17:50 - 18:00の10分番組に縮小。特集要素は排除されストレートニュース色が強くなった。ただし、西武戦開催のない6月25日に『ライオンズナイターSET UPスペシャル』の扱いで2時間半のスペシャルを放送した。
2014年10月からは毎週日曜17:40 - 18:00の20分番組に拡大することを、2014年9月21日の放送で明らかにした。なお、それまでのオフ期の放送枠であった土曜には、飯塚治アナをパーソナリティとした姉妹番組『飯塚治のスポーツタイム サムスポ』が設定され、半年間放送された。
2015年ナイターシーズン当初はオフシーズンと同様の17:40 - 18:00の20分番組だったが、7月から『ハート・リング健康Radio〜認知症と手をつなごう〜』が開始されたことにより、17:50 - 18:00の10分番組に縮小。2015年ナイターオフシーズンは3シーズンぶりに毎週土曜日の17:45 - 18:00の枠に移動し、同時に再開した『サムスポ』の方が空いた日曜17:50 - 18:00での放送となった。2016年4月からは『ホームランナイター』の開始に伴い、『サムスポ』を終了させた上で本番組が元の日曜17:50 - 18:00で放送された。
2016年9月25日に終了し、10月1日からは時間枠を土曜18時台に移した『ダッシュ斉藤 中6日!』にリニューアルする。同時に『サムスポ』の後継番組として『SUNDAYスポーツダッシュ!』が開始される。

## タイムテーブル
2015年度ナイターオフ
- 17:45 - オープニング、各種スポーツニュース
- 17:47頃 - 交通情報
- 17:48頃 - 文化放送ニュース
- 17:50頃 - ズミスペ
- 17:56頃 - 似てる人コーナー・エンディング

斉藤はそのまま、後続番組『ビビる大木のBrat!Brat!』の番組内ニュース担当を務める。
2015年度夏季
- 17:50 - オープニング、プロ野球以外のスポーツニュース
- 17:52頃 - 交通情報
- 17:53頃 - プロ野球のデーゲーム試合結果・ナイターの情報
- 17:56頃 - 似てる人コーナー・エンディング

2015年度春季
- 17:40 - プロ野球以外のスポーツニュース、オープニング、今日の放送内容紹介
- 17:43頃 - 交通情報
- 17:44頃 - 文化放送ニュース
- 17:46頃 - プロ野球のデーゲーム試合結果・ナイターの情報
- 17:56頃 - 似てる人コーナー・エンディング

2014年度ナイターオフ
- 17:40 - スポーツニュース、オープニング、今日の放送内容紹介
- 17:43頃 - 交通情報
- 17:44頃 - 文化放送ニュース
- 17:46頃 - ズミスペ
- 17:56頃 - 似てる人コーナー・エンディング

2014年度ナイターイン
- 17:50 - オープニング、プロ野球以外のスポーツニュース
- 17:52頃 - 交通情報
- 17:53頃 - プロ野球のデーゲーム試合結果・ナイターの情報
  - 放送時間縮小の影響で、実況音源は殆ど使われなくなった。
- 17:56頃 - 似てる人コーナー・エンディング

2013年度ナイターオフ
- 17:45 - 似てる人コーナー
- 17:48頃 - オープニング、各種スポーツニュース
- 17:49頃 - 交通情報
- 17:50頃 - ズミスペ
- 17:58頃 - 似てる人コーナー・エンディング

斉藤はそのまま、後続番組『キニナル』の番組内ニュース担当を務める。
2013年夏季
- 17:40 - 似てる人コーナー
- 17:43頃 - オープニング、プロ野球以外のスポーツニュース
- 17:44頃 - 交通情報
- 17:45頃 - プロ野球のデーゲーム試合結果・ナイターの情報
- 17:51頃 - ズミスペ
- 17:56頃 - 似てる人コーナー・エンディング

2013年春季
番組開始前の17:28ごろに、当該時間帯の「文化放送天気予報」の担当アナウンサーと、斉藤がクロストークを行い、本番組の内容を伝えていた。
- 17:30 - プロ野球以外のスポーツニュース
- 17:33頃 - オープニング
- 17:35頃 - プロ野球のデーゲーム試合結果・ナイターの情報
- 17:43頃 - 交通情報
- 17:44頃 - ズミスペ
- 17:55頃 - 似てる人コーナー・エンディング

2012年秋季
- 17:45 - 似てる人コーナー
- 17:48頃 - オープニング
- 17:50頃 - 交通情報
- 17:51頃 - クリス・カーター野球英語講座
- 17:52頃 - ズミスペ
- 17:57頃 - 似てる人コーナー・エンディング

## コーナー
- プロ野球デーゲームの試合結果

「ホームランナイター プロローグ」に西武の試合情報を扱う「ライオンズ ドニーチョ」があった流れから、西武の試合を冒頭に伝え、続けてパ・リーグのそれ以外の試合、セ・リーグの試合の順で伝える。「ホームランナイター プロローグ」時代同様、NACK5で中継された西武戦については同局の中継音源を使用しているが、西武主催試合では自社によるインターネットライブ中継があった場合や、NRNラインの対戦相手地元局がQRの制作協力等で自社制作を行った場合、NACK5の出演者によってはそちらが使用される事がある（後者の場合「訳あって○○（対戦相手）寄りの実況です」と断りを入れる）。それ以外の試合は自社ならびにNRN各局の音源を使用する。関西地区の試合は基本的にABCラジオの音源を使用するが、オリックス戦でABCが対戦相手地元のJRN単独局に音源制作を委託した場合は、音源なしあるいはMBSラジオ制作の音源となる。
- 似てる人コーナー

ラジオの王道『そっくりさんネタ』コーナー。2007年度のコーナータイトルは「リックと高須」。主にスポーツ関係のネタであることと、一番面白かったネタは次回からのコーナータイトル（タイトルは勝利ネタから斉藤一美が思いついたままにその場で決める）に昇格するチャンピオンシップ形式をとることにより、リスナーの投稿魂をくすぐる名物企画。2007年度シーズン最終回と同時に一度終了したものの、2008年度シーズンを始める際に、斉藤が熱狂的なリスナーからの一通のメールに心を動かされて復活、2009年から「斉藤一美 うるわしの夜」でも行われるようになった。2007年度シーズンの途中までは、「ズミスピ」コーナーに内包。斉藤自身の渾身のネタは『阪神・アッチソンと藤田まこと』。2012年シーズン以降もそのまま行われており、2014年4月の放送枠縮小後もこのコーナーは維持され、『ダッシュ斉藤 中6日!』にも引き継がれた。
- クリス・カーター野球英語講座

2012年シーズンの新コーナー。英語タイトルはChris Carter English Lessons。語学番組の体裁で、野球関係のフレーズをまず日本語で斉藤が発音、その後カーターが英語で発音し、斉藤が復唱する。カーターの退団に伴い、12月1日放送で最終回。
- ズミスペ

毎週スポーツ関係の人にインタビューしたり、スポーツ報道の裏では分からない事実を明らかにするコーナー。podcastでも配信されている。
2012-13シリーズは東京マラソンへ挑戦するためのコーナーを行なっている。まずはチャリティランナーとして出場するための呼びかけ（賛同者から10万円以上の寄付が集まり参加決定）、出場決定後は平塚潤からのマラソンを完走するためのトレーニングのアドバイスやトレーニングの模様を語っている。
放送枠縮小の影響により2014年3月いっぱいで一旦終了したが、その後もごく稀に放送され、2014年10月以降はナイターオフ限定で常設コーナーとして再開していた。
- ズミスピ

2007年度シーズン限定のコーナー。前述の似てる人コーナーと、プロ野球の試合の時に張り出される横断幕に掛かれる文字を考案する「稲田を使って下さい」の2本で構成されている。しかし、似てる人コーナーが思ったよりも評判を得た事から、後に似てる人コーナーのみに特化。「稲田を使って下さい」とともにこのコーナーは自然消滅。